# Dolmen d'Agen-d'Aveyron
Le dolmen d'Agen d'Aveyron dit aussi dolmen du Bouissou est un dolmen situé à Agen-d'Aveyron, en France.

## Localisation
Le dolmen est situé sur la commune d'Agen-d'Aveyron, dans le département français de l'Aveyron.

## Historique
L'édifice est inscrit au titre des monuments historiques en 1997.